# Gąsawy Plebańskie
Gąsawy Plebańskie – wieś w Polsce położona w województwie mazowieckim, w powiecie szydłowieckim, w gminie Jastrząb. Ma status sołectwa.
W latach 1975–1998 miejscowość administracyjnie należała do województwa radomskiego.
Wierni Kościoła rzymskokatolickiego należą do parafii św. Jana Chrzciciela w Jastrzębiu.
W miejscowości jest przystanek kolejowy Gąsawy Plebańskie.

## Historia

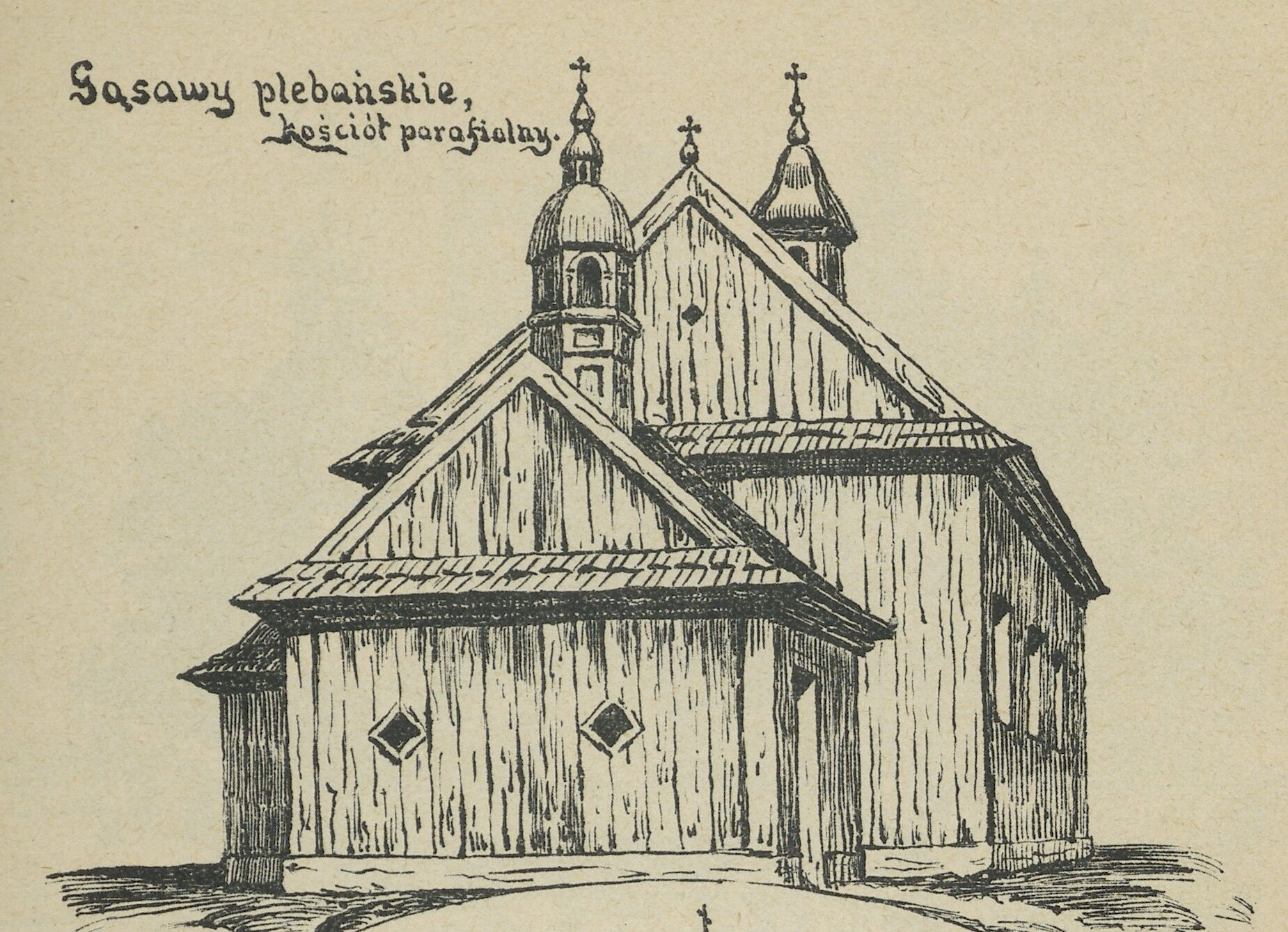
Kościół przed 1911

Słownik geograficzny Królestwa Polskiego i innych krajów słowiańskich wymienia Gąsawy Plebańskie jako wieś w powiecie radomskim, gminie Rogów parafii Jastrząb.
W drugiej połowie XIX w. wieś posiadała 35 domy, 175 mieszkańców, 537 mórg ziemi włościańskiej i 253 dworskiej.Gąsawy Plebańskie należały do biskupa krakowskiego(Długosz,II 487).
Ksiądz Jan Wiśniewski w "Dekanacie Radomskim" z 1911 r. dokładnie opisuje wygląd drewnianego kościoła pod wezwaniem Wszystkich Świętych, który stał we wsi do czasu jego rozbiórki w 1906 r.:
"Wieś ta niezmiernie starożytna była do XV w. parafjalną. miała modrzewiowy kościół pod wezwaniem Wszystkich Świętych i probostwo. Gdy w r. 1434 kardynał Oleśnicki przeniósł parafię do Jastrzębia, kościół w Gąsawach stał się filjalnym. Pierwotnie stać musiał w innem miejscu, skoro dawny inwentarz takie o nim podaje wiadomości: kościół modrzewiowy w r. 1841 na miejsce obecne (w pobliżu kolejowego planu, jadąc od Radomia po stronie prawej) przeniesiony; długości 27 łokci, szerokości 16, wewnątrz i zewnątrz obity tarcicami, gontem kryty; na kościele kopuła, od zachodu kruchta obszerna 8 łokci w kwadrat, pułap z tarcic, nad kruchtą kopułka opatrzona sygnaturą. Zakrystja długości 9 łokci szerokości 7 łok. nad zakrystją loża. Okien 5. w zakrystyi 6-te.
Ołtarz wielki drewniany, snycerskiej roboty z obrazem Wszystkich Świętych, bardzo zniszczony.
Po prawej stronie w prezbyterjum stoi ołtarz ze starodawnym obrazem Najśw. Maryi Panny Bolesnej uważany za cudowny.
W nawie dwa ołtarze: po prawej ręce Pana Jezusa na krzyżu, po lewej Trójcy Przenajświętszej.
Przed wielkim ołtarzem wisi cynowa lampa.
W kościele wisiały portrety, obecnie znajdujące się w kościele w Jastrzębiu. Pierwszy wyobraża kapłana w sile wieku w stojącej postaci, wspartego na stole pokrytym czerwonem suknem. [...]
Odpustów w G. było cztery: na M. Bos. Bolesną na Poniedz. Wielk., na Poniedz. Ziel. św. i na Wszyst. Święt.
Kościółek w Gąsawach dotrwał do r. 1906, w którym bez potrzeby rozebranym został. Na parę dni przedtem art. mal. Jan Sobecki zrysował go. [...]"